# Vistai András János
Vistai András János (eredeti nevén András János, gyakran V. András János; Magyarvista, 1926. április 5. – Bukarest, 2006. február 25.) romániai magyar szerkesztő, szakíró, műfordító, néprajzkutató, helytörténész; Kalotaszeg történetének egyik legjelentősebb kutatója. A 20. század második felében számos román nyelvű munkát fordított magyar nyelvre. 1969 és 1974 között a Művelődés című bukaresti folyóirat főszerkesztője volt, ezzel jelentős részt vállalt a lap fejlődésében.
Elmondhatom, hogy a Kriterionnak méltán hírnevet szerzett történelmi és néprajzi kiadványok sokat nyertek az ő szerkesztői közreműködésével. Gondolom, sok szerzőnket megbánthatta nem ritkán nyersen, szókimondóan közölt észrevételeivel, de talán még többen voltak, akik megértették, hogy számára csakis a kézirat érdeke létezett, kényesen vigyázott az adatok hitelességére, a gondolatmenet épségére, kevésbé a szerzők hiúságára. Azt mondhatnám, hogy született szerkesztő volt, csakhogy a szerkesztő nem születik, hosszú évek tapasztalatával lesz azzá, hogy aztán életműve a mások életművébe rejtve épüljön, alakuljon erős függésben a körülményektől, a lehetőségektől. Írni ugyanis lehet az íróasztalfióknak, szerkeszteni nem.

## Élete és munkássága
1926. április 5-én született a Kolozs megyében található Magyarvista településen András János néven. 1939-ben a kolozsvári református kollégiumhoz került, itt tette le az érettségit is. Ezt követően egyetemi tanulmányokat folytatott előbb Kolozsváron, majd Bukarestben. Tagja volt a Móricz Zsigmond Kollégiumnak. Első újságcikke a Világosság címet viselő kolozsvári napilapban jelent meg 1946-ban. 1948-tól – mint a Magyar Népi Szövetség (MNSZ) aktivistája – figyelmét leginkább a művelődés kérdései felé fordította. 1952-ben a bukaresti és kolozsvári szerkesztőségekkel rendelkező Irodalmi Könyvkiadó lektora lett, ebben a minőségében nagy gondot fordított a történelmi, művelődési és néprajzi kötetek szerkesztésére. A tisztséget 16 éven át, 1968-ig töltötte be.
Szerkesztőként az 1950-es évek során először a Művelődési Útmutató, később a Tanügyi Újság, valamint a román nyelven megjelenő Îndrumătorul Cultural című folyóiratoknál munkálkodott. A Művelődés szerkesztője, majd 1969 és 1974 között főszerkesztője volt, ezt a folyóiratot a romániai magyarság tömegei cselekvő művelődésének egyik jelentékeny központi szervévé fejlesztette. Szabó Zsolt szerint „[a Művelődés] legjobb korszaka az 1969-es kinevezése és 1974-es leváltása közötti szűk fél évtized”. Önművelődés címen folytatta tevékenységét az újságnál, ezzel a Művelődés a romániai magyar kisebbség egyik jelentős helytörténeti, néprajzi, történelmi és művelődéstörténeti műhelyévé vált.
1991-ben vonult nyugdíjba. Az 1990-es évek folyamán Miskolczy Ambrussal, a budapesti Eötvös Loránd Tudományegyetem Román Filológiai Tanszékének vezetőjével közreműködésben dolgozott, ennek eredményeképpen részt vett az Encyclopedia Transylvanica és az Europa Annales című könyvsorozatok szerkesztésében. Eközben műfordítást és szerkesztést oktatott. Továbbá ő adta a nevét, illetve az ő ötlete alapján születtek meg a Kincses Könyvtár, a Téka, a Népismereti Dolgozatok, valamint a Fehér Könyvek című könyvsorozatok. 1990-ben válogatott jegyzetei jelentek meg Jókai Mór Kelet királynéja című kötetéről, majd 1991–92-ben Mikszáth Kálmán Vidéki alakok című művéről. Nyugdíjazását követően több éven keresztül Györffy György akadémikus mellett dolgozott Budapesten Az Árpád-kori Magyarország történeti földrajza soron levő kötetein.
Műfordítói pályafutása is jelentős. Számos román alkotó – köztük Nicolae Cocea, Mihail Sadoveanu, Marin Preda, Liviu Rebreanu és Zaharia Stancu – több elbeszélését és regényét fordította magyar nyelvre, továbbá Nicolae Bălcescu A románok Vitéz Mihály vajda idejében című írása is az ő fordításában jelent meg magyarul először 1963-ban, majd második kiadásban 1974-ben. Mihai Gafiţa román íróval közös szerkesztésében jelent meg A román irodalom kis tükre című antológia II-IV. kötete, amely szemelvényanyagával és életrajzaival a legteljesebb ilyen jellegű magyar kiadványnak is tekinthető. 1984-ben műfordítói munkásságának elismeréseképpen kitüntették a Romániai Írószövetség fordítói díjával. H. Szabó Gyula méltatása szerint „aki ma kezébe veszi [Vistai András János] Voiculescu- vagy Sadoveanu-tolmácsolásait, az fordításirodalmunk legjobb lapjait forgatja”.
A felsoroltakon kívül több irodalmi antológia és román műfordítás-gyűjtemény összeállításában működött közre, melyek a magyarországi Európa Könyvkiadónál jelentek meg. Ezek közül a legfontosabbak: Jékely Zoltánnal közösen A pásztorleány cím alatt George Coșbuc válogatott versei (Budapest, 1958); Nicolae Cocea írásainak A hosszú élet bora címet viselő gyűjteménye (Budapest, 1962); Domokos Jánossal közösen román népdalok és népballadák Kihajtott a bükk levele
címmel (Budapest, 1962); valamint a Romániai elbeszélők című kötet Belia Györggyel közösen (Budapest, 1965). Az ő fordításában az Európa Könyvkiadó gondozásában jelent meg Zaharia Stancu Bolond erdő című regénye (Budapest, 1968). Műfordításait közli a Körutazás címmel megjelent 1977-es antológia. Az 1990-es évek végén, fordítói pályájának alkonyán jelent meg tolmácsolásában Lucian Boia román történész Istorie și mit în conștiința românească című 1997-ben megjelent munkája. A magyarra fordított kötet 1999-ben jelent meg Történelem és mítosz a román köztudatban címmel.
Helytörténeti és néprajztudományi munkásságának részeként a kezdetektől egészen élete végéig kiemelkedő helytörténeti adatgyűjtői tevékenységet végzett a Kalotaszeggel és szűkebb szülőhelyével kapcsolatosan, ennek a kutatómunkának a felhasználásával született meg a Tekintő – erdélyi helynévkönyv címet viselő átfogó munkája, mely az erdélyi települések helynév- és tájnyelvtörténeti adattára. A kötet az interneten érhető el. 1993-ban nevét a Vistai előnévvel egészítette ki, ezzel is utalva szülőfalujára. 2006. február 25-én érte a halál egy bukaresti tömbház harmadik emeleti lakásában. Végakaratának eleget téve szülőfalujában, Magyarvistán helyezték örök nyugalomra.

## Fontosabb munkái
- Román népballadák és népdalok (szerkesztő, Domokos Jánossal). Bukarest, 1961 [= Kihajtott a bükk levele, Budapest, 1961].[1]
- A román irodalom kis tükre, 2–4. kötet, antológia (szerkesztő, Mihai Gafiţával). Bukarest, 1962–1964.
- Romániai elbeszélők (Belia Györggel). 1965.
- Mihail Sadoveanu: Válogatott művek, 1–3. kötet, válogatás (szerkesztő, Domokos Jánossal). Bukarest, 1966
- Jókai Mór: Kelet királynéja, válogatott jegyzetek. Bukarest, 1990
- Mikszáth Kálmán: Vidéki alakok, 1–2. kötet, válogatott jegyzetek. Kolozsvár, 1991, 1992
- Az Árpád-kori Magyarország történeti földrajza, 4. kötet (szerkesztő, Györffy Györggyel). Budapest, 1998.
- Tekintő. Erdélyi helynévkönyv, 1–3. kötet (adattári tallózásból összehozva). [Hely és év nélkül, csak a világhálón közzétéve.] Online hozzáférés
- Nem lehet elmenni a szován, magyarvistai szójegyzék (összeállítva). Sepsiszentgyörgy: Anyanyelvápolók Erdélyi Szövetsége, 2007. AESZ-füzetek: 11. 117 o. ISBN 978-973-85142-8-7

### Műfordításai
| - Nicolae Bălcescu: Válogatott munkái (Kelemen Bélával). Bukarest, 1956. - Liviu Rebreanu: Parasztok, utószó. Bukarest, 1956. - George Coșbuc: A pásztorlány (szerkesztő, Jékely Zoltánnal; fordító, többekkel). Budapest, 1958. [= Költemények, Bukarest, 1958]. - Liviu Rebreanu: Leszámolás, elbeszélések. Bukarest, 1958. - Alexandru Sahia: Az élő üzem, elbeszélések (Ignácz Rózsával). Bukarest, 1960. - Marin Preda: Merészség, regény. Bukarest, 1960. - Zaharia Stancu: Zivatar, regény. Bukarest, 1961. - Nicolae Cocea: A hosszú élet bora, regény. Budapest, 1962. - Nicolae Bălcescu: A románok Vitéz Mihály vajda idejében, jegyzetek. Bukarest, 1963. | - Zaharia Stancu: Játék a halállal, regény. Bukarest, 1964. - Mihail Sadoveanu: Perzsa díván, utószó. Bukarest, 1980. - Ștefan Pascu: Mit jelent Erdély?. Bukarest, 1984. - Liviu Rebreanu: Tallérok. Bukarest, 1985. - Vasile Voiculescu: Bölényfej, elbeszélések. Bukarest, 1988. - Zaharia Stancu: Uruma. Bukarest, 1990. - Victor Eftimiu: Bécsi szerelem. Bukarest, 1991. - Lucian Boia: Történelem és mítosz a román köztudatban. Bukarest–Kolozsvár: Kriterion, 1996. 366 o. ISBN 973-26-0578-2. 2. kiadás: Kolozsvár, 2005. |